# Lázaro Cárdenas, Cintalapa
Lázaro Cárdenas är en ort i Mexiko.   Den ligger i kommunen Cintalapa och delstaten Chiapas, i den sydöstra delen av landet, 600 km sydost om huvudstaden Mexico City. Lázaro Cárdenas ligger 615 meter över havet och antalet invånare är 3 002.
Terrängen runt Lázaro Cárdenas är kuperad österut, men västerut är den platt. Runt Lázaro Cárdenas är det ganska glesbefolkat, med 30 invånare per kvadratkilometer. Närmaste större samhälle är Cintalapa de Figueroa, 11,8 km nordost om Lázaro Cárdenas. Omgivningarna runt Lázaro Cárdenas är en mosaik av jordbruksmark och naturlig växtlighet.